# Саимерло
Саимерло (груз. საიმერლო, до 2010 года — Орджоникидзе) — село в Грузии, на территории Марнеульского муниципалитета края (мхаре) Квемо-Картли.

## География
Село находится в юго-восточной части Грузии, на левом береге реки Храми, на расстоянии приблизительно 3 километров (по прямой) к югу от города Марнеули, административного центра муниципалитета. Абсолютная высота — 366 метров над уровнем моря.

## Население
По результатам официальной переписи населения 2014 года в Саимерло проживало 1237 человек (653 мужчины и 584 женщины). В национальной структуре населения грузины составляли 99,4 %, азербайджанцы — 0,3 %, армяне — 0,3 %.
| Год  | Население, человек |
| ---- | ------------------ |
| 2002 | 1470               |
| 2014 | ↘ 1237             |